# Das Imperium der Wölfe
Das Imperium der Wölfe ist ein Thriller aus dem Jahr 2005, der auf dem gleichnamigen Roman von Jean-Christophe Grangé basiert. Es ist nach Die purpurnen Flüsse die zweite Verfilmung eines Grangé-Werkes mit Jean Reno in der Hauptrolle.

## Handlung
Die junge Anna Heymes kann sich nicht an ihre Vergangenheit erinnern und erkennt in Stresssituationen sogar ihren Ehemann Laurent, einen Beamten des französischen Geheimdienstes, nicht mehr. Die Ärzte wollen mit Hilfe von Scans und einer Biopsie die Ursache für die Krankheit herausfinden. Anna wehrt sich dagegen und konsultiert die Psychiaterin Mathilde Urano. Langsam beschleicht Anna der Verdacht, dass sie  nicht die ist, die sie zu sein glaubt. Als sie in ihrem Gesicht Narben von einer plastischen Operation entdeckt, flieht sie voller Verwirrung und Angst, verfolgt von ihrem Ehemann und seinen Männern. Anna entführt mit Hilfe der Psychiaterin den verantwortlichen Arzt Dr. Ackerman. Dieser erzählt den beiden Frauen, dass an Anna im Auftrag des Geheimdienstes eine neue Methode zur Gedächtnismanipulation erprobt wurde. Gemeinsam fahren sie in das Institut, um das Gedächtnis von Anna wiederherzustellen. Nachdem dies gelungen ist, werden die Frauen von ihren Verfolgern angegriffen. Anna kann sie aber mühelos überwältigen. Anna und Mathilde fliehen anschließend mit einem Auto, dabei erzählt Anna, wer sie wirklich ist.
Zur selben Zeit wird in einem türkischen Viertel von Paris das dritte Opfer eines Serienkillers gefunden. Der leitende Polizist Paul Nerteaux reaktiviert den wegen seiner brutalen Ermittlungsmethoden vorzeitig in den Ruhestand versetzten Polizisten Schiffer. Nerteaux klärt Schiffer auf, dass der Killer es auf illegal aus der Türkei eingewanderte, rothaarige Frauen abgesehen hat. Gemeinsam wollen sie den Gangsterboss des Viertels befragen. Dabei geraten sie in ein Attentat eines Killerkommandos. Nerteaux und Schiffer entkommen diesem mit knapper Not. Schiffer erkennt in der Durchführung des Attentats das Vorgehen der Grauen Wölfe und warnt den jungen Kollegen vor weiteren Ermittlungen. Er selbst zieht sich zurück. 
Nerteaux ermittelt trotzdem weiter und kommt nach weiteren Hinweisen zu der Erkenntnis, dass die Grauen Wölfe hinter der Mordserie stecken. Diese suchen eigentlich eine ganz bestimmte Frau. Nerteaux erkennt, dass diese Zielperson ihr Gesicht verändert haben muss. So stattet er einem für diese Operation in Frage kommenden Arzt einen Besuch ab. Während der Unterredung wird der Arzt von einem Killer ermordet. Im anschließenden Kampf kann Nerteaux den Attentäter in die Flucht schlagen. Bei der Untersuchung des Tatortes findet er einen goldenen Anhänger, wie auch Schiffer einen trägt.
Anna erzählt Mathilde, dass sie Mitglied der Grauen Wölfe ist, die Organisation aber betrog und mit 20 Kilogramm Heroin untertauchte. Deshalb sei ein Kopfgeld auf sie ausgesetzt worden, und sie war gezwungen, ihr Gesicht plastisch verändern zu lassen. Als Anna auf einem Friedhof die versteckten Drogen holen will, wird sie dort von Schiffer überrascht, was in einer Schießerei endet. Inzwischen ist auch Nerteaux eingetroffen, der Schiffer gefolgt ist. Bei der Verfolgung Annas erklimmen die beiden Männer eine Wendeltreppe, dabei lösen sie eine von Anna versteckte Sprengladung aus. Während Nerteaux sich retten kann, stürzt Schiffer mit der Treppe in die Tiefe. Anna kann fliehen.
Der Polizeipräsident erklärt darauf den Fall als abgeschlossen und Schiffer für tot. Paul Nerteaux ermittelt jedoch auf eigene Faust weiter und stößt auf die Spur des Killers Azer Zeki. Nerteaux heftet sich an dessen Fersen und folgt ihm zu einer Felsstadt in der Nähe von Istanbul. Dort greift ihn Azer auf und führt ihn in einen Tempel. Er sieht sich wenig später einem Führer der Grauen Wölfe namens Kudseyi gegenüber. Wenig später taucht der tot geglaubte Schiffer mit der gefangenen Anna auf. Anna wird der Prozess gemacht, und sie wird zum Tode verurteilt. Als Kudseyi sie töten will, greift Anna zu einer in ihren Haaren versteckten Waffe und ersticht den Führer. Darauf überwältigt Azer die Frau und flieht aus dem Tempel. Nachdem Nerteaux und Schiffer Azers Männer überwältigt haben, nehmen sie die Verfolgung Annas auf. Inzwischen ist der französische Geheimdienst eingetroffen und nimmt die Felsenstadt ein. 
Schiffer klärt Nerteaux währenddessen darüber auf, dass er mit dem Geheimdienst zusammen arbeitet und Anna einen Deal angeboten hat. Als die beiden Polizisten Azer schließlich finden, ist dieser gerade dabei, das Gesicht Annas zu verstümmeln. Im darauf folgenden Schusswechsel erschießt Nerteaux den Mann. Anna überlebt schwer verletzt.

## Hintergrund
Der Film wurde von Gaumont mit einem Budget von knapp 24 Mio. Euro produziert. Gedreht wurde in Paris, Istanbul und dem türkischen Bergdorf Uçhisar.
Die Dreharbeiten in der Türkei gestalteten sich schwierig. Das Drehbuch musste stellenweise umgeschrieben werden, um eine Drehgenehmigung zu erhalten. Bereits bestehendes Filmmaterial wurde unbrauchbar. Der Regisseur sah sich einem enormen politischen Druck ausgesetzt.

## Kritiken
„Chris Nahons Adaption des Romans von Jean-Christophe Grangé ist ein durchaus spannender und actionreicher, manchmal allerdings etwas brutaler Thriller, der vor allem von zahlreichen psychologischen und gestalterischen Kontrasten lebt.“

„Trotzdem ist er nicht nur wegen Jean Renos großartiger schauspielerischer Leistung, sondern auch aufgrund der visuellen Einfälle durchaus sehenswert, wenn man sich mit der Schwäche des Autors Grangé für den Abschluss seiner Handlung abgefunden hat. „Das Imperium der Wölfe“ enttäuscht hier und belässt es bei unterhaltenden statt bis zum Schluss packenden zwei Stunden Action.“

„Jean-Christophe Grangé gilt seit dem durchschlagenden Erfolg von "Die purpurnen Flüsse" als einer der heißesten Vorlagen-Lieferanten, seine Welten sind Entwürfe einer betörend gefährlichen Phantasie, immer dicht an der Realität. […] Regisseur Chris Nahon, fulminant und energiegeladen wie schon in "Kiss of the Dragon", schockt mit Hochspannung in unvergesslichen Bildfluten.“

„Für uns bedeutet das eine brutale Zwei-Stunden-Hetzjagd durch schauerlich verregnete Kulissen und nebulöse Story-Pfade, die in einem wunderbar hirnrissigen Showdown gipfelt. Fazit: Testosterondurchtränkte Videoclip-Action in stilvollen Düsterkulissen - ganz schöner Stuss, aber er macht Spaß!“

„Es beginnt viel versprechend in Paris im Düsterdauerregen, aber bis zum Ende dreht der überlange Actionthriller völlig ab. Es mag an Autor Jean-Christophe Grangé ("Die purpurnen Flüsse") und seiner Romanvorlage liegen [...], dass zu viel in die Handlung gepackt wurde: Amnesie, Verschwörung, Rauschgift, Mafia, Horror, Terror (11.September!), Fanatismus. Genug für drei Filme, zu viel für einen.“

„Der zu Beginn fesselnde Actionthriller gerät auf Dauer überkonstruiert und immer konfuser, sodass er die interessanten Aspekte der Geschichte zugunsten eines unverdaulichen Genremixes verschenkt.“

„"Das Imperium der Wölfe" von Chris Nahon hetzt durch die Versatzstücke der Thriller-, Horror- und Actiongenres wie seine Protagonistin auf der Flucht vor der Drogenfahndung durchs verregnete Paris. An jeder Straßenkreuzung nimmt das Drehbuch eine völlig neue Wendung und schleudert wenig elegant über zahlreiche Schlaglöcher der Erzähllogik hinweg.“